# 士幌小屋チセフレップ
士幌小屋チセ・フレップ（しほろごやチセ・フレップ、アイヌ語 : cise hurep または cise frep）は、北海道大学の恵迪寮にある士幌小屋チセ・フレップ運営特別委員会と、士幌町が共同で管理・運営している山小屋。1978年に恵迪寮の寮生有志が北大OBや士幌町、北海道庁などの支援を受けて設立した。

## 概要
木造2階建て、収容人数は30人程度を想定しているが、それ以上の人数でも収容可能な広さを持っている。石油ストーブが備えられており、電気や水道、ガスが使用可能で、炊事場やトイレなどの設備も整備されている。管理人は常駐しておらず、利用するには士幌町役場か北海道大学恵迪寮事務室へ申し込む必要がある。

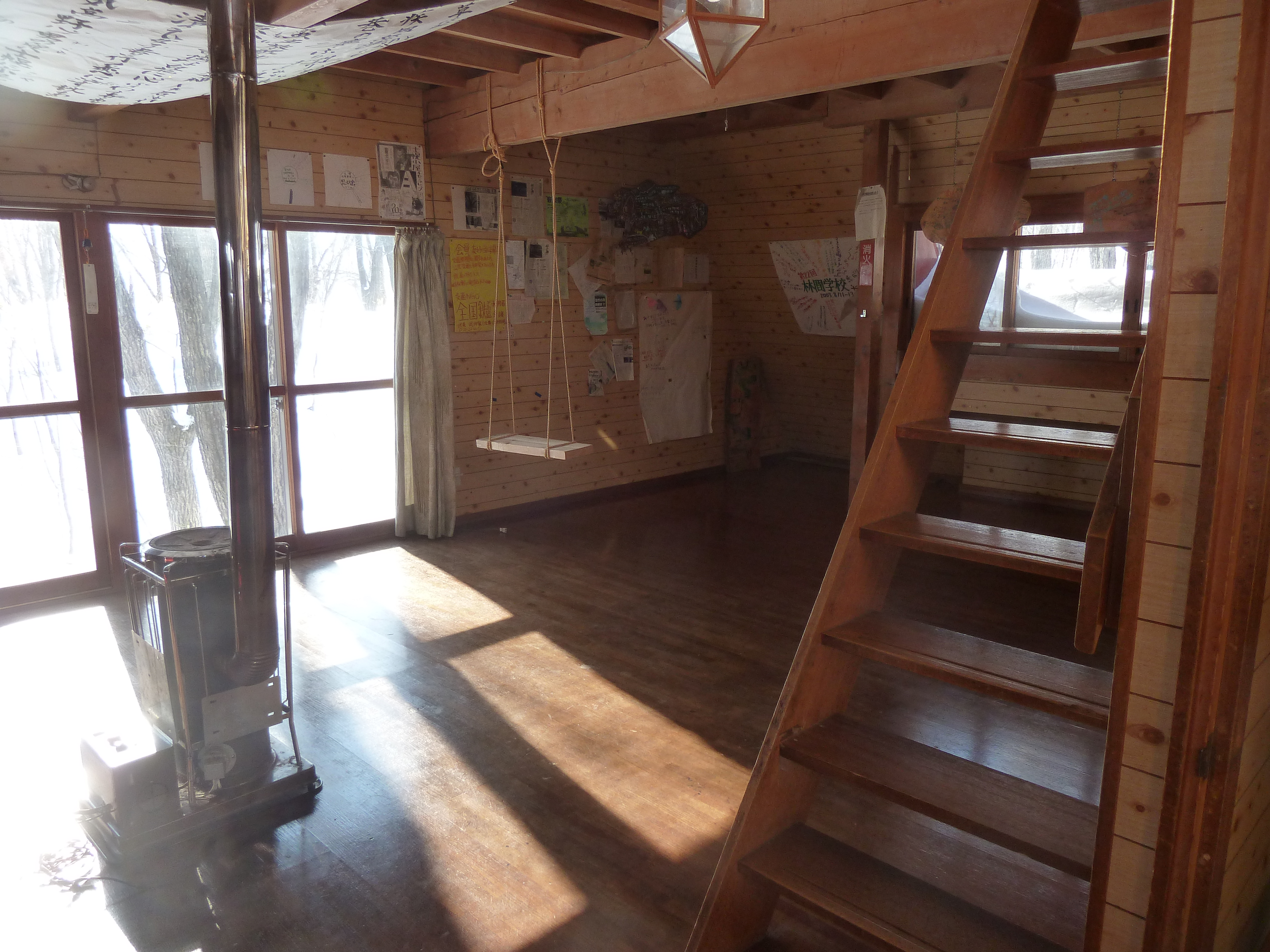
士幌小屋チセ・フレップの一階の様子

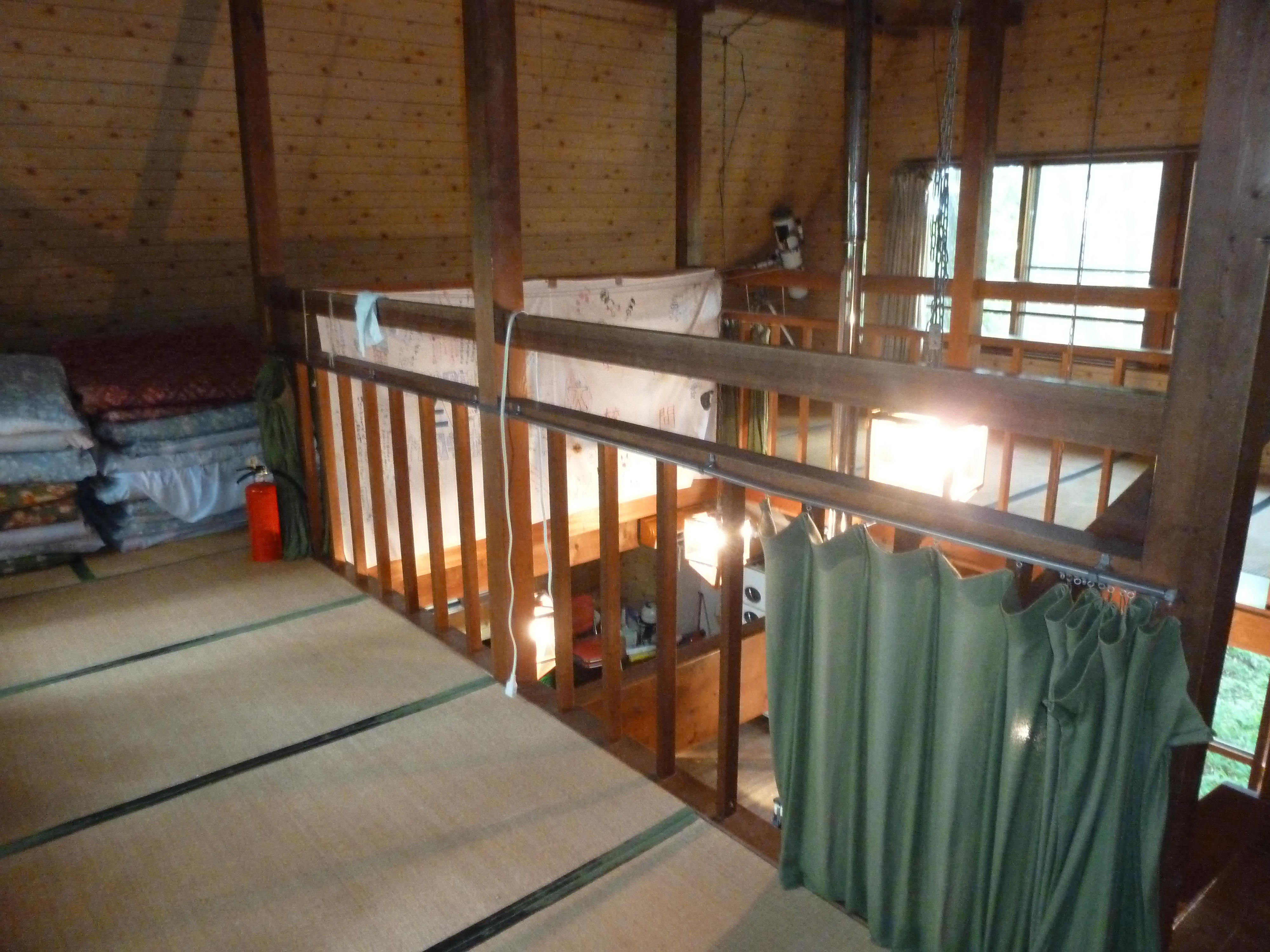
士幌小屋チセ・フレップの二階の様子

利用対象者は基本的に北海道大学関係者と士幌町民となっており
、主に北大の研究室やサークルの合宿、恵迪寮生の行事や旅行の拠点として使われている。
北大生と士幌町民との交流の拠点としても活用されており、士幌町内の小中学生を対象に、学習を支援する「子ども学習サポート塾」活動や、サマーキャンプなどが寮生によって実施されている。
これらの活動は地域貢献活動として北海道大学にも認められ、活動主体となっている恵迪寮自治会の士幌小屋チセ・フレップ運営特別委員会は2015年に「北大えるむ賞」を受賞した。
2018年には設立40周年記念に合わせて、士幌町と恵迪寮による山小屋の運営・維持管理に関する協定の更新が行われ、
さらに屋根の塗り直しとトイレの洋式化が行われた。

### 昭和53年第70回記念祭歌『草は萠え出で』
北海道大学恵迪寮では1907年（明治40年）より、（2022年現在においても）伝統的に毎年新作の寮歌を作り続けており、
特に10年に1回は毎年作られる寮歌とは別に、恵迪寮祭に合わせて記念祭歌が作られている。

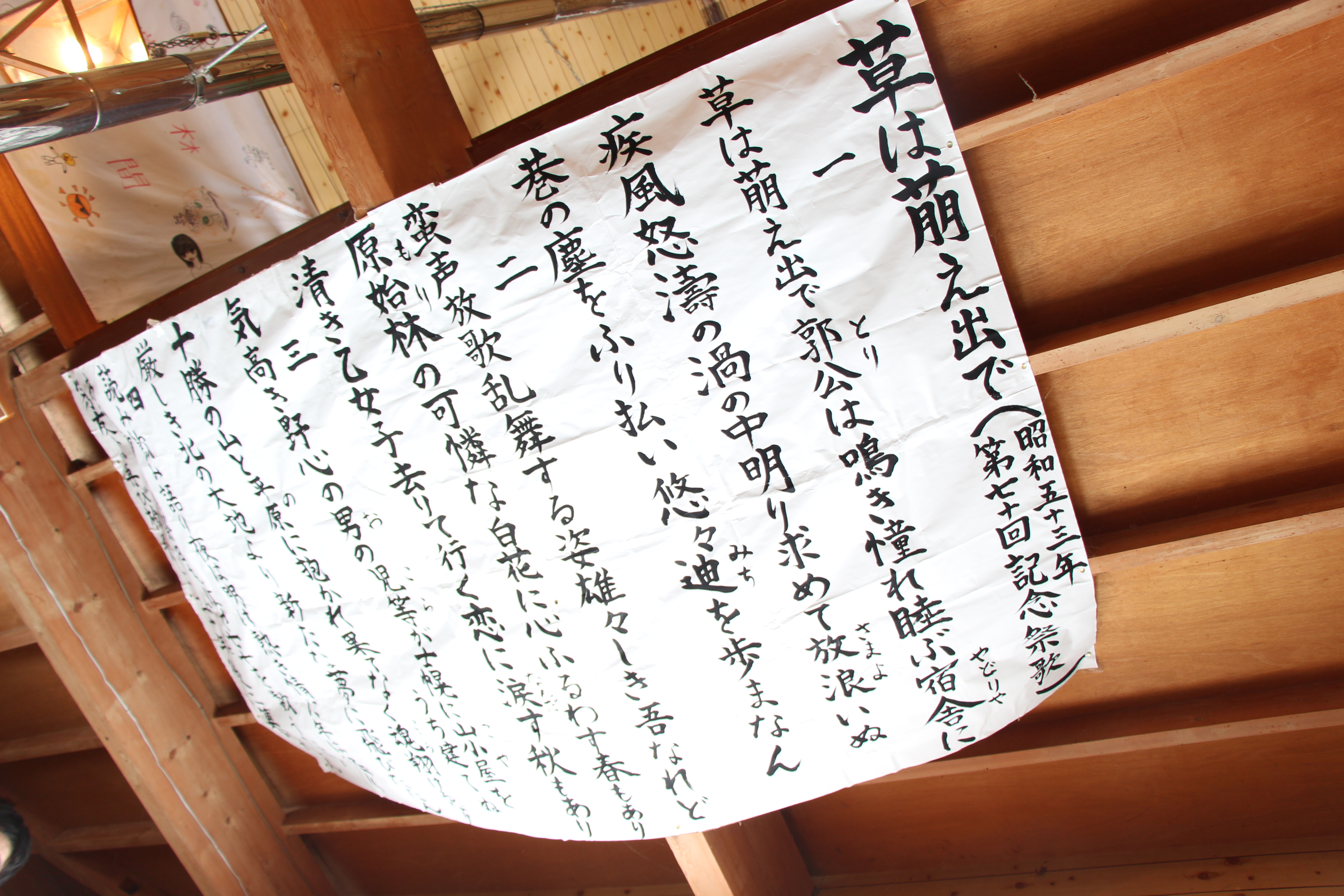
士幌小屋チセ・フレップ内に掲げられている「草は萠え出で」

チセ・フレップができた年は第70回恵迪寮祭の年であり、この時に作られた昭和53年第70回記念祭歌『草は萠え出で』（作詞：朝倉仁樹、作曲：田坂幸平）3番の歌詞には
「士幌に山小屋（こや）をうち建てぬ」とチセ・フレップのことが歌いこまれている。

## 沿革
- 1975年（昭和50年）10 月 - 第67回恵迪寮祭の講演会に当時士幌幼稚園長であった結城清吾を招く[1]。
- 1976年（昭和51年）
  - 3 月 - 結城清吾の提案によって、学生と農業青年との交流を図る「士幌自由大学」が開講[1]。
  - 10 月 - 士幌自由大学をきっかけに、活動拠点として士幌に山小屋を建てる構想が持ち上がる[1]。
- 1977年（昭和52年）9 月 - 北大教員、寮OB、寮生などから寄付金を募る活動を行う[1]。
- 1978年（昭和53年）
  - 8 月 - 士幌小屋起工式。名称を「チセ・フレップ」と決定する[1]。
  - 10 月 - 竣工[1]。
- 1981年（昭和56年）8 月 - 士幌町の小学生を対象にした第1回林間学校が行われる[1]。
- 1982年（昭和57年）6 月 - 士幌町において「士幌チセ・フレップ設置条例」制定[1]。
- 1988年（昭和63年）9 月 - 設立 10 年記念パーティーが士幌小屋で開かれる[8]。
- 1998年（平成10年）8 月 - 設立 20 周年記念式典が行われる[9]。
- 2008年（平成20年）
  - 8 月 - 屋根のペンキの塗り替えが行われる[10]。
  - 10 月 - 設立 30 周年記念式典が行われる[11]。
- 2013年（平成25年）11 月 - 設立 35 周年記念式典が行われる[12]。
- 2014年（平成26年）8 月 - 士幌町の小中学生を対象にしたサマーキャンプ (林間学校) が復活される[3]。
- 2018年（平成30年）9 月 - 設立 40 周年記念式典が行われる[6]。

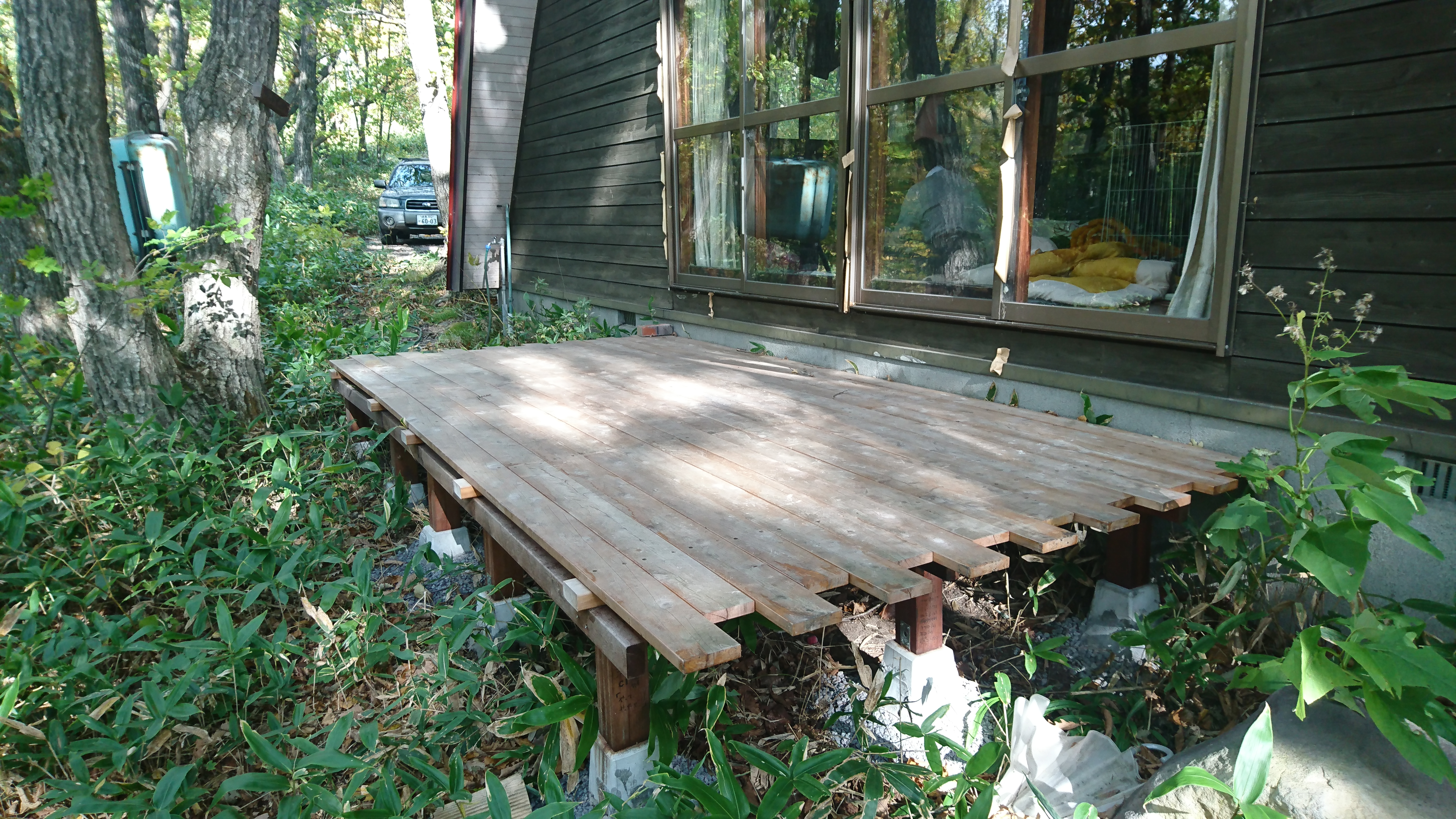
2016年に新たに設けられたウッドデッキ

## 名称の由来
「チセ・フレップ」という名前は1978年8月19日、士幌小屋設立委員会内での投票によって決定された。
アイヌ語で「小屋 (住居)」を意味する「チセ」と「赤いもの」を意味する「フレップ」を組み合わせたものである。
決定後、アイヌ語の文法上「チセ・フレップ」という表現は正しくないことが指摘されたが、響きがよいことからそのまま採用された。

## アクセス
士幌町市街地から車で15分、道道661号士幌然別湖線沿い。
道道で士幌高原ヌプカの里へ向かう途中に、小屋まで車が通れる道があり、小屋の前までアクセスすることが可能である。